# Amastus prosenii
Amastus prosenii är en fjärilsart som beskrevs av Köhler 1949. Amastus prosenii ingår i släktet Amastus och familjen björnspinnare. Inga underarter finns listade i Catalogue of Life.